# الزكاة (حماة)
الزكاة قرية سورية تتبع ناحية كفرزيتا في منطقة محردة في محافظة حماة. بلغ عدد سكانها 1771 نسمة في عام 2004 حسب إحصاء المكتب المركزي للإحصاء.

## وصلات خارجية
- الوحدات الإدارية في محافظة حماة